# Мухортов, Сергей Григорьевич
Серге́й Григо́рьевич Мухортов (1923—1950) — Гвардии красноармеец Рабоче-крестьянской Красной Армии, участник Великой Отечественной войны, Герой Советского Союза (1943).

## Биография
Сергей Мухортов родился 7 октября 1923 года в слободе Чибизовка (ныне — в черте города Рассказово Тамбовской области). Окончил начальную школу. С раннего возраста работал пастухом, учеником сапожника, рассыльным, учеником электромонтёра. В январе 1942 года Мухортов был призван на службу в Рабоче-крестьянскую Красную Армию и направлен на фронт Великой Отечественной войны. В боях был ранен.
К сентябрю 1943 года гвардии красноармеец Сергей Мухортов был разведчиком 267-го гвардейского стрелкового полка 89-й гвардейской стрелковой дивизии 37-й армии Степного фронта. Отличился во время битвы за Днепр. 29 сентября 1943 года Мухортов в составе разведгруппы переправился через Днепр в районе села Келеберда Кременчугского района Полтавской области Украинской ССР и принял активное участие в боях за захват и удержание плацдарма на его западном берегу. В тех боях группа уничтожила 1 танк, захватила артиллерийское орудие и два пулемёта.
Указом Президиума Верховного Совета СССР от 20 декабря 1943 года за «успешное форсирование реки Днепр и проявленные при этом отвагу и геройство» гвардии красноармеец Сергей Мухортов был удостоен высокого звания Героя Советского Союза с вручением ордена Ленина и медали «Золотая Звезда».
После окончания войны Мухортов был демобилизован. Проживал в Москве, работал фрезеровщиком на заводе. Трагически погиб 16 января 1950 года, похоронен в Рассказово.
Был также награждён орденами Красной Звезды и Славы 3-й степени, рядом медалей.
В честь Мухортова названы школа и улица в Рассказово.